# Подмазенко, Агнесса Павловна
Агнесса Павловна Подмазенко (1917, Гжатск — 5 мая 1997, Брест) — советская военнослужащая-врач, фронтовая жена генерала А. А. Власова.

## Биография
Родилась в 1917 году в Гжатске.
По окончании Харьковского медицинского института (ныне Харьковский национальный медицинский университет) была призвана в Красную армию и служила старшим врачом медпункта в штабе 37-й армии, которой командовал Власов. К этому времени была замужем и имела сына Юрия (1936 года рождения).
Стала фронтовой женой генерала, их брак юридически не был оформлен. С началом Великой Отечественной войны в течение нескольких месяцев они выходили из окружения. Пройдя занятые немцами Киевскую, Полтавскую и Харьковскую области, соединились с советскими частями в районе Курска. Затем Власов был назначен командовать 20-й армией, оборонявшей Москву; с собой взял Агнессу Подмазенко. 27 января 1942 года она была демобилизована из армии по беременности. Уехала к матери в тыл (город Энгельс Саратовской области), чтобы родить от Власова ребёнка, которого назвала в честь него Андреем (род. 1942). В своих документах указывала, что была женой генерала Власова..
А. А. Власов попал в плен будучи командиром 2-й ударной армии, попавшей в окружение на Волховском фронте. После этого начал сотрудничать с немцами. Агнесса Подмазенко была арестована и по решению Особого совещания получила пять лет лагерей, а после этого отбывала ещё и ссылку.
Впоследствии она работала в Брестском областном кожно-венерологическом диспансере. Была реабилитирована в 1989 году. Проработав до 1991 года, вышла на пенсию.
Умерла 5 мая 1997 года, похоронена на городском кладбище Бреста.
Её сын Андрей окончил Саратовский государственный университет и аспирантуру при нём. В 1971 году приехал работать в Куйбышевский государственный университет (ныне Самарский государственный университет).